# Joan Waste
Joan Waste o Wast (1534-1 de agosto de 1556) fue una mujer ciega que fue quemada en Derby por negarse a renunciar a su fe protestante.

## Biografía
Waste nació ciega en 1534, con su hermano gemelo Roger, de un barbero de Derby, William Waste y su esposa, Joan. A los doce años había aprendido a tejer y a hacer cuerdas (su padre también era cordelero).
En 1553, la reina María I subió al trono y en enero de 1555 el Parlamento prohibió mantener opiniones protestantes. Al menos 284 personas fueron condenadas por herejía durante el reinado de María. Algunos eran famosos, entre ellos los obispos Thomas Cranmer, Hugh Latimer y Nicholas Ridley, pero muchos ejecutados entre la primavera de 1555 y la muerte de la reina en noviembre de 1558 eran de "órdenes inferiores".

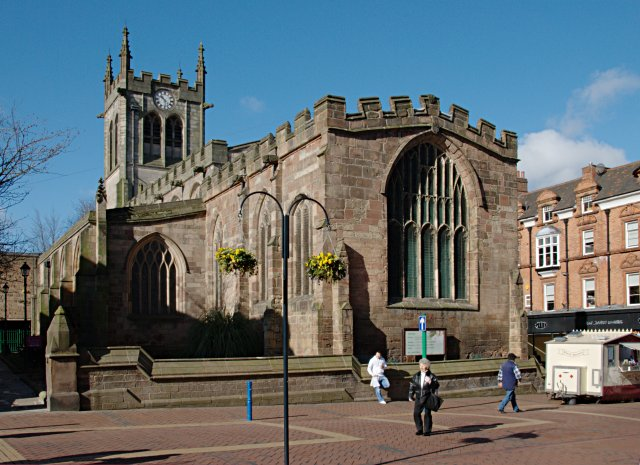
Joan y su familia asistieron a los servicios en St Peter's en Derby, donde escucharon los servicios en inglés hasta que María I se convirtió en reina.

Waste fue llamada ante el obispo católico de Lichfield y Coventry, el canciller de Ralph Baines, Anthony Draycot, para defender sus puntos de vista; y por estos fue condenada. Ella e había opuesto a que los servicios se leyeran ahora en latín. Fue sentenciada por comprar un Nuevo Testamento que pidió a sus amigos que le leyeran por un centavo por vez. También negó la doctrina de la transubstanciación y sostuvo que el pan y el vino eran solo eso.

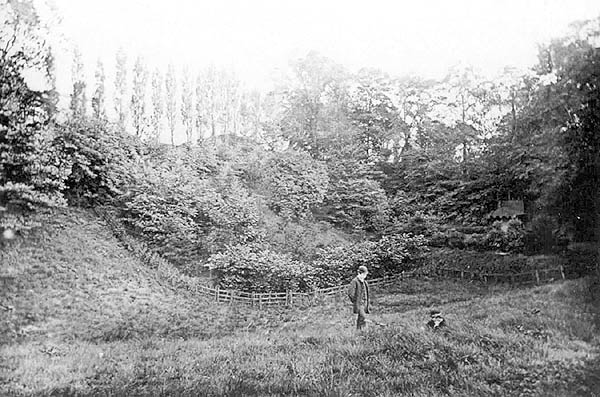
Windmill Hill Pit en el s. XIX (en el siglo XI se conocía como el "foso de la ordalía").

Su juicio tuvo lugar en lo que entonces era la iglesia parroquial de Todos los Santos. Este edificio ha sido reconstruido, pero la torre data de 1530 y ahora se conoce como Catedral de Derby.
Se informó que el día de su muerte se tomó de la mano de su hermano gemelo mientras caminaba hacia su muerte.
Waste fue acompañado a la iglesia por Anthony Draycot, quien pronunció un sermón final, Thomas Powthread, Sir John Port, Henry Vernon y el maestro John Dethick de Newhall.
La ejecución pública tuvo lugar en Windmill Pit en Burton Road en Derby. Windmill Hill Pit se encuentra en Lime Avenue, junto a Burton Road en Derby. La colgaron sobre el fuego con una cuerda y cayó al fuego cuando la cuerda se quemó. Se esperaba que Waste sufriera por sus creencias por la eternidad. Se dice que Draycot se fue a casa a comer ese día.
Hay un monumento a ella en la iglesia de Birchover. El lugar donde se ejecutó Waste es ahora el sitio en el que se erige una iglesia católica. Ralph Baines, el obispo de Coventry y Lichfield fue privado de su obispado (21 de junio de 1559) con la adhesión de Isabel I de Inglaterra. y comprometido con el encarcelamiento de Edmund Grindal, el obispo protestante de Londres. Draycot fue enviado a ser prisionero de la flota y murió después de ser liberado en 1571.
Una placa azul que conmemora el lugar de la ejecución de Waste fue erigida en Lime Avenue por Derby Civic Society en febrero de 2017.

## Otras lecturas
- The Book of Martyrs, Chapter XV1, Wikisource, consultado en febrero de 2009
- Blind Faith - Joan Waste, Derby's Martyr, Pat Cunningham, ISBN 978-0-9556325-1-8
- Poema: 'El juicio y la quema de Joan Waste' por el poeta del Derby Martin Ward, en el sitio web gratuito PoemHunter.com

- Datos: Q3303523